# Kromzitter
De kromzitter (Asteroscopus sphinx, vroeger Brachionycha sphinx) is een nachtvlinder uit de familie Noctuidae, de uilen. De voorvleugellengte bedraagt tussen de 17 en 22 millimeter. De soort komt verspreid over Zuid- en Midden-Europa voor. Hij overwintert als pop.

## Waardplanten
De kromzitter heeft als waardplanten allerlei loofbomen en struiken, zoals vooral sporkehout en sleedoorn.

## Voorkomen in Nederland en België
De kromzitter is in Nederland en België een vrij algemene soort. De vlinder kent één generatie die vliegt van eind september tot en met november.

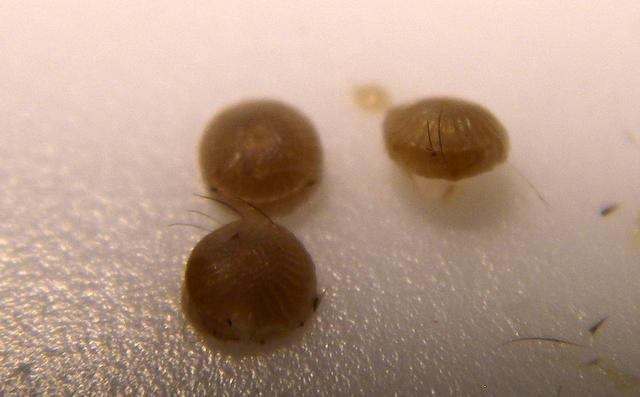
Eitjes
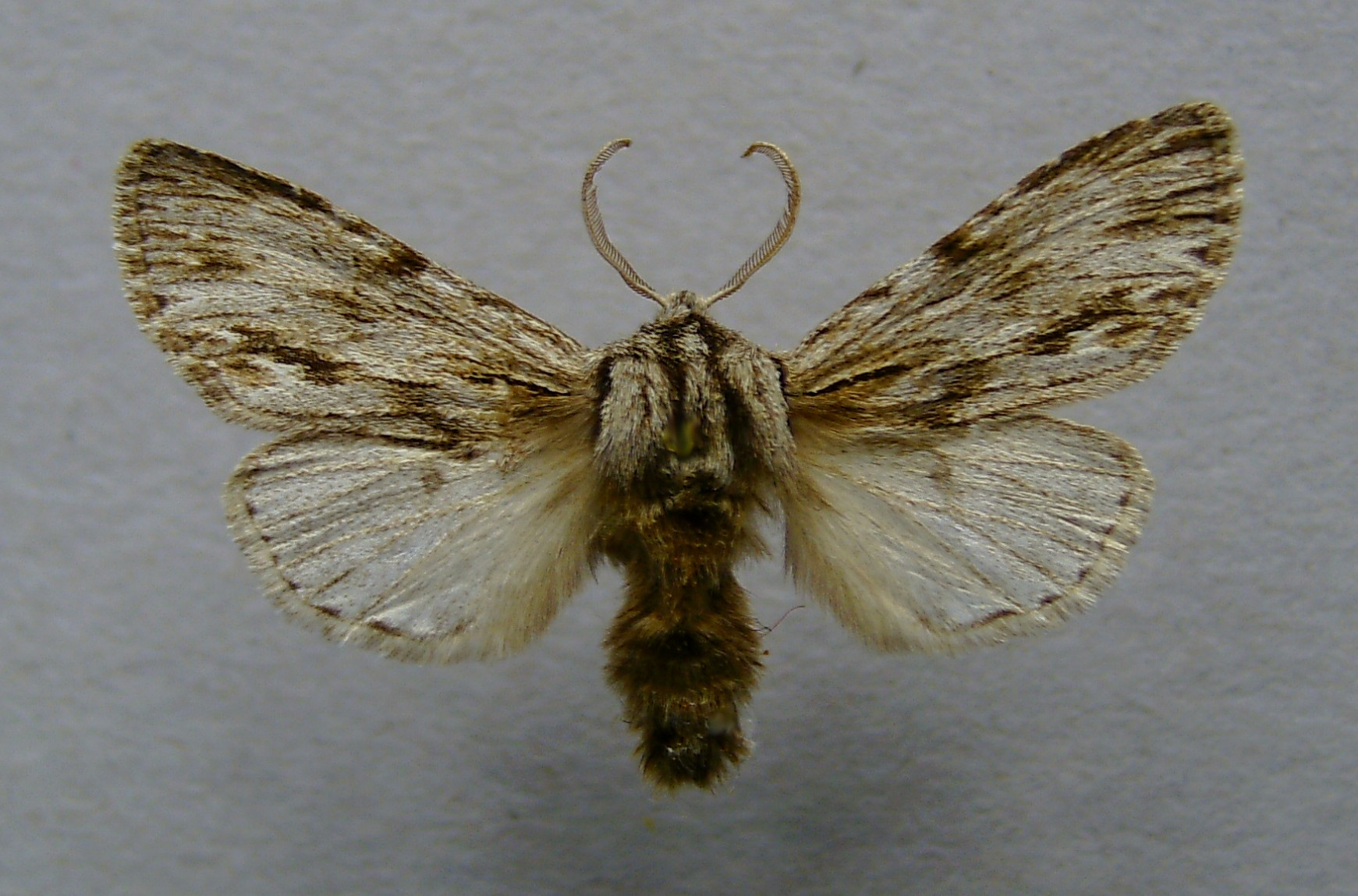
Opgezet mannetje
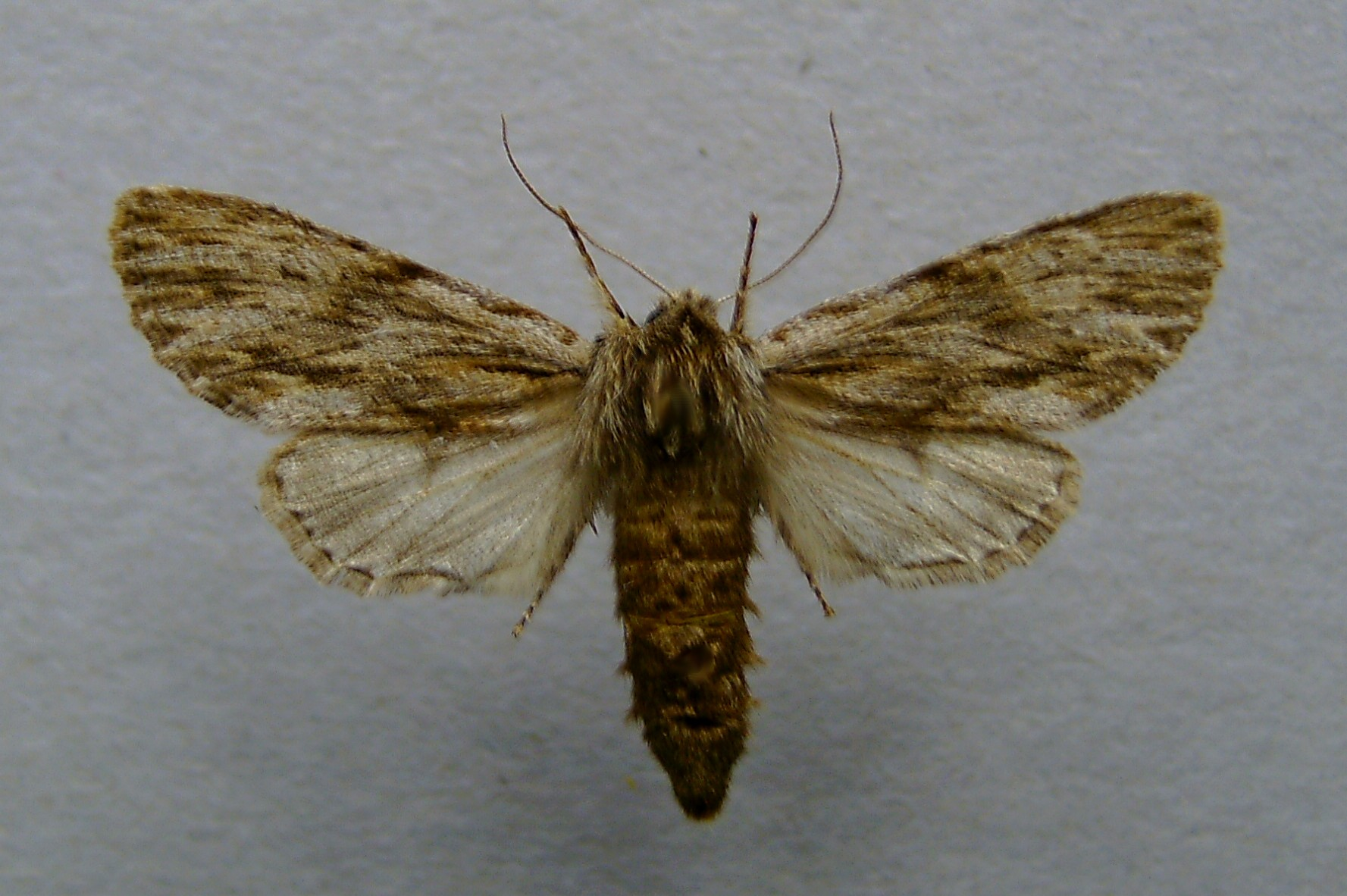
Opgezet vrouwtje